# Тойота (град)
Вижте пояснителната страница за други значения на Тойота.
Тойота е град в префектура Айчи в Япония. Населението на Тойота е 425 848 жители (по приблизителна оценка от октомври 2018 г.), а общата площ – 918,47 km². Намира се в часова зона UTC+9. Градът е планински в северната си част, с върхове, високи средно около 1000 m. Централните и южните части на града са хълмисти и съставени също от земеделски земи. Компанията Toyota произлиза от града, където е и базирана. Градът разполага с жп транспорт и магистрална инфраструктура.